# 123.ª Brigada del Ejército Croata
El 123.ª Brigada del Ejército Croata (en croata: 123. brigada) fue una gran unidad militar formada en Požega (Croacia) en 1991 que se encontró activa durante la Guerra de Croacia. Perteneció inicialmente de la Guardia Nacional Croata (ZNG) y luego del Ejército Croata (HV) cuando la institución fue renombrada en diciembre de 1991.
Sus acciones de combate mayores fueron en Eslavonia Occidental en el año 1991 y en 1995. Fue desactivada luego de la guerra.

## Historial

### Operaciones hasta el cese al fuego del 3 de enero de 1992
Antes de la guerra, el cuartel de Požega "Héroe de la Patria Nikola Demonja" era ocupado por el la 40.a División Partisana (reserva), el 234.° Centro de Enseñanza para Conductores y el Batallón de Transporte 5. El 17 de septiembre fue ocupado por el 4/108.a Brigada. Ello permitió la captura de entre 10.000 y 12.000 armas largas (3.000 fueron enviados de inmediato a Nova Gradiška), cantidades significativas de municiones y 500 tipos diferentes de vehículos.
Sobre la base del 63.° Batallón Independiente y el 4.° Batallón de la 108.a Brigada de la ZNG, la brigada fue creada en Požega el 22 de octubre de 1991
El 21 de noviembre de 1991, la brigada, junto con la 136.a de Slatina, integrantes de la Zona Operacional de Osijek, pasó a depender de la Zona Operacional de Bjelovar para las operaciones que se desarrollarían en el área de las alturas de Papuk.
El 22, el comando del sector ordenó que ambas debían operar en las laderas del sur de Papuk en la dirección Požega - Brestovac - Kamenska - Novo Zvečevo. La 123.a Brigada avanzaría por Velika - Kamenski Vučjak y luego en dirección a Novi Zvečevo y Slatinski Drenovac. La operación para liberar a Papuk pudiera comenzar el 28 de noviembre de 1991(Operación Papuk-91).
El 3 de diciembre, la brigada sufrió nueve muertos en una emboscada.
En las laderas orientales de Psunj, 10 de diciembre, miembros de la 121.a Brigada - Nova Gradiška y 123.a Brigada - Požega liberaron a las aldeas de Snegovic, Golobrdac, Čečavac, Sinlija, Opršinac, Vučjak y Resavica de los municipios de Nova Gradiška y Požega, en las laderas orientales de Psunj.
El 16 de diciembre se crea el 5.° Batallón de la brigada cuando ésta estaba empeñada en Gornji Vrhovci y Vučjak Kamenski.
El 16 de diciembre de 1991, al noroeste del municipio de Požega, las unidades de la brigada ocuparon Gornji Vrhovce, llegaron a la intersección de la comunicación Kamenska - Novo Zvečevo y ocuparon Kamenski Vučjak. El 17, liberaron a Novo Zvecevo, donde había funcionado el comando de Fuerzas de Defensa Territorial de la Región Autónoma Serbia de Eslavonia Occidental.
Al día siguiente, las tropas de la 123.a Brigada liberaron las aldeas de Klisa, Nježić, Šušnjari, Kruševo, Striježevica, Bogdašić, Amatovci, Kamenski Šeovci, Mihajlije y Mrkoplje llegando a las afueras de Kamenska.
El 25, desde la dirección del este hacia Bučje, avanzó la 123.a Brigada que tomó Kamenska y Mijači. En la zona de Kamenska, las unidades de las Brigadas 123 y 136 se conectaron. El avance croata rodeó parcialmente a Bučje.
El 26, las unidades de la 123.a Brigada - Požega, de la 127.a Brigada - Virovitica y de la 136.a Brigada - Slatina del Ejército Croata comenzaron la acción para ocupar Bučje y las aldeas circundantes Bučje revistaba especial importancia porque era la sede del puesto comando de las TO Pakrac, de un hospital de campaña y de un centro de detención. Ese día, las tropas de la brigada, provenientes del norte, lanzaron un ataque hacia el sur de la ruta Kamenska - Bučje, dominando las aldeas de Tisovac, Prgomelje, Cikote, Glavica, Rogulje y Jakovci. Asimismo, parte de las unidades de las Brigadas 123.a y 136.a atacaron la comunicación Kamenska - Bučje, mientras que unidades menores de la 123.a avanzaron hacia las laderas del sur de las alturas de Ravna Gora (eje Novo Zvečevo - Kamenska) para proteger el flanco derecho del avance. En la tarde las tropas (posiblemente el Batallón 6 de la 123.a Brigada) ingresaron a Bučje, la cual estaba vacía.
El 30 de diciembre de 1991, la Brigada despejó de remanentes serbios a las aldeas ya liberadas alrededor de Bučje. Posteriormente, las unidades se establecieron en la línea Budići - Ožegovci - Bučje - Donja Šumetlica - Jakovci - Rogulje - Bjelajci para evitar posibles contraataques de las fuerzas serbias desde la dirección de Cicvare, Kričke (Zabrdskih) y Gornja Šumetlica.
El 3 de enero de 1992, miembros de la 123.a Brigada comenzaron su ataque contra Kričke (Zabrdski), desde donde continuarían en dirección a Gornja Šumetlica - Bobare - Bijela Stijena. Poco después del mediodía, las unidades de la brigada entraron en Kričke (Zabrdski) y se apoderaron de la aldea. Las fuerzas yugoslavas contraatacaron con tanques y vehículos blindados de las aldeas de Lipovac y Brusnik junto con la Fuerza Aérea Yugoslava. Ante las pérdidas de tres muertos y varios heridos, la brigada fue retirada de Kricki (Zabrdskih).
La operación finalizó Papuk-91, y el alto el fuego de Sarajevo entró en vigencia a partir de las 1800 del 3 de enero.

### Operación Bljesak
La brigada participó en la ofensiva por la cual Croacia tomó la soberanía de la Región Serbia de Eslavonia Occidental, en los alrededores de Okučani. En tal acción, denominada Operación Bljesak, la brigada participó con:
- Una Ba A 105 mm en apoyo directo del eje de avance oeste (Novska).
- El 1.° Batallón con la tarea de defender la frontera estatal en el río Sava desde el pueblo de Mačkovac hasta Davor y evitar cualquier intento de cruce de las fuerzas serbias desde Bosnia y Herzegovina.
- Un escuadrón de tanques en la dirección Šagovina Masička - Okučani en apoyo del Batallón de Guardias 81.

## Operaciones en la que participó
- Operación Papuk-91.
- Operación Bljesak.

## Bajas
Al alto al fuego acordado en Sarajevo (a partir del 3 de enero de 1992), la brigada tuvo 57 muertos y 402 heridos.